# Propionibakterien
Propionibakterien, oder auch Propionsäurebakterien genannt, sind gram-positive Stäbchen-Bakterien, die zur natürlichen mikrobiellen Flora der Haut gehören und in manchen Käsesorten die Käselöcher verursachen. Diese entstehen durch das bei der Propionsäuregärung gebildete CO2. Propionibacterium-Arten leben anaerob bis aerotolerant, haben einen hohen GC-Gehalt und sind obligate, meist sekundäre Gärer. Sie stellen sehr hohe Anforderungen an ihre Nährstoffquellen (Aminosäuren, Purine …) und wachsen im Allgemeinen sehr langsam und nur an speziellen Orten. Unter bestimmten Bedingungen können sie an Infektionen, wie beispielsweise der Acne vulgaris beteiligt sein.

## Metabolismus
Die Propionsäure als Stoffwechselendprodukt wird durch den Methylmalonyl-CoA-Weg gebildet. Wenn die Energieausbeute aus dem Gärungsmetabolismus, auch Substratkettenphosphorylierung genannt, nicht ausreicht, ist der Abbau der Kohlenstoffquelle zusätzlich mit Ionenpumpen gekoppelt, welche an der Cytoplasmamembran einen Wasserstoff- oder Natriumgradienten aufbauen. Somit wird der aufgebaute Natriumgradient zur Synthese von ATP genutzt, und die Energieausbeute aus der Verwertung des Substrates gesteigert.

## Systematik
Die Gattung Propionibacterium zählt zu der Familie der Propionibacteriaceae, die zusammen mit der Familie der Nocardioidaceae die Unterordnung der Propionibacterineae bildet. Mehrere Unterordnungen, wie z. B. die Actinomycineae, Micrococcineae und Streptomycineae bilden zusammen die Ordnung der Actinomycetales, die in der Abteilung (Divisio oder Phylum) der Actinobacteria steht. In der Familie der Propionibacteriaceae sind neben Propionibacterium als Typusgattung noch weitere Gattungen enthalten.
Propionibacterium wurde 1909 von Sigurd Orla-Jensen erstbeschrieben, die Beschreibung wurde 1988 durch Charfreitag et al. erweitert. Zu der Gattung gehören die folgenden Arten und Unterarten (Stand 2014):
- Propionibacterium acidifaciens Downes & Wade 2009
- Propionibacterium acidipropionici corrig. Orla-Jensen 1909
- Propionibacterium acnes (sic) (Gilchrist 1900) Douglas & Gunter 1946
- Propionibacterium australiense Bernard et al. 2002
- Propionibacterium avidum (Eggerth 1935) Moore & Holdeman 1969
- Propionibacterium cyclohexanicum Kusano et al. 1997
- Propionibacterium freudenreichii van Niel 1928

- Propionibacterium freudenreichii subsp. freudenreichii (van Niel 1928) Moore & Holdeman 1970
- Propionibacterium freudenreichii subsp. shermanii (van Niel 1928) Holdeman & Moore 1970

- Propionibacterium granulosum (Prévot 1938) Moore & Holdeman 1970
- Propionibacterium jensenii van Niel 1928
- Propionibacterium microaerophilum Koussémon et al. 2001
- Propionibacterium propionicum corrig. (Buchanan & Pine 1962) Charfreitag et al. 1988
- Propionibacterium thoenii van Niel 1928

## Medizinische Bedeutung
Proprionibacterium-Arten können Infektionen nach Gelenkersatz, insbesondere beim Schultergelenk, sowie Infektionen nach neurochirurgischen Eingriffen verursachen.